# Niño Gloria
Rafael Ramos Antúnez (Jerez de la Frontera,1893-Sevilla, 1954), conocido artísticamente como Niño Gloria, fue un cantaor de flamenco español, muy apreciado sobre todo por su cante de bulerías, aunque también era destacable su cante en los fandangos.[cita requerida]

## Biografía
Nació en Jerez de la Frontera en 1893, en una familia gitana muy vinculada al cante; sus hermanas eran Luisa La Pompi y Manuela La Sorda.
Comenzó a cantar en Jerez, donde alternaba el cante con el trabajo del campo. Al poco tiempo pasó a Sevilla para cantar en cafés, para luego pasar a compartir escenario con las grandes figuras del momento, con quien realizó varias giras por España. El nombre de «Niño Gloria» le vino por un villancico que cantaba por bulería y que llevaba en el estribillo varias veces dicha palabra.
Falleció en 1954 en Sevilla.